# Лукоянов
Лукоя́нов — город (с 1779) в Нижегородской области России, административный центр Лукояновского района.
Население 12 652 чел. (2021).
Город расположен в верховьях реки Тёши, в 173 км к югу от областного центра города Нижнего Новгорода, на Нижегородско-Харьковском железнодорожном ходу и федеральной автодороге Р-158 Нижний Новгород — Арзамас — Саранск — Исса — Пенза — Саратов. Железнодорожная станция.

## История
Возник в XVI веке как деревня, выстроившаяся вокруг водяной мельницы некоего Ивашки Лукоянова. С середины XVII века Лукоянов становится экономическим селом.
По административной реформе, проведенной Екатериной II, в 1779 году село Лукояново было преобразовано в уездный город Лукояновского уезда. 16 августа 1781 году был утвержден герб города Лукоянова: в верхней части щита — Нижегородский герб, а в нижней — на зелёном поле два золотых лемеха — знак плодородия этих мест.
В последние годы в состав города вошли соседние населённые пункты, в том числе село Кудеярово, которое предания связывают с известным разбойником Кудеяром.
В соответствии с приложением к Федеральной целевой программой «Сохранение и развитие архитектуры исторических городов (2002—2010 годы)», город Лукоянов был отнесен к категории исторических городов России.
Город имеет богатую культурную историю.
Он тесно связан с именем А. С. Пушкина. Поэт несколько раз бывал в городе по пути в своё нижегородское имение Большое Болдино, которое входило в состав Лукояновского уезда. Также, Пушкин приезжал в город по вотчинным вопросам. Свидетелем его пребывания является дом по ул. Пушкина — бывшая гостиница Агеева (ул. Пушкина, 326), где поэт жил во время визита в Лукоянов.
Отдельные моменты истории города и быта его жителей А. С. Пушкин отразил в своем неоконченном произведении «История села Горюхина». В городе сохранился дом Ольги Калашниковой-Ключаревой — дочери приказчика болдинского имения, прообраза главной героини пушкинского произведения «Русалка».
В конце XIX века в городе и уезде вёл активную общественную работу известный писатель В. Г. Короленко, который отразил собственные впечатления о Лукоянове в очерке «В голодный год».
Город неразрывно связан с именами таких литераторов, как П. И. Мельников‐Печерский, П. Д. Боборыкин, А. Н. Островский, В. И. Даль, В. А. Соллогуб, С. Т. Аксаков, А. И. Патреев, М. И. Суетнов, Н. И. Кочин.
Уроженцами города и населённых пунктов района являются выдающиеся деятели науки, культуры, государственного управления: Н. Н. Блохин, В. А. и Г. А. Куманёвы, Ф. Г. Мортин, М. Ф. Рожков, Н. П. Синицин, А. А. Спасский, М. И. Сумгин, В. И. Талиев, В. И. Тихонов, Н. Н. Урванцев, Ю. Ф. Юдичев, А. А. Петровский.
С городом связаны имена видных деятелей Русской Православной Церкви: П. П. Покрышкина, Варлаама Чикойского. В Лукоянове родились и жили дед и отец Патриарха Кирилла.
Зимой 2009 года завершено строительство каменной Покровской церкви. 1 ноября 2009 года в ней был установлен трёхъярусный иконостас. Храм освящен в августе 2010 года Патриархом Московским и Всея Руси Кириллом. 13 октября 2019 год завершено строительство деревянной Борисоглебской церкви. Освещение проведено Епископом Лысковским и Лукояновским Силуаном.

## Климат
Климат умеренно континентальный.
| Показатель                   | Янв. | Фев. | Март | Апр. | Май  | Июнь | Июль | Авг. | Сен. | Окт. | Нояб. | Дек. | Год |
| ---------------------------- | ---- | ---- | ---- | ---- | ---- | ---- | ---- | ---- | ---- | ---- | ----- | ---- | --- |
| Средняя температура, °C      | −9,4 | −9,5 | −3,7 | 5,5  | 12,9 | 17,2 | 19,2 | 17,0 | 11,1 | 4,5  | −3,2  | −7,9 | 4,5 |
| Норма осадков, мм            | 41   | 30   | 30   | 32   | 38   | 71   | 71   | 64   | 56   | 52   | 46    | 46   | 577 |
| Источник: ФГБУ "ВНИИГМИ-МЦД" |      |      |      |      |      |      |      |      |      |      |       |      |     |

## Население
| 1856    | 1897    | 1931    | 1939    | 1959    | 1970    | 1979    |
| ------- | ------- | ------- | ------- | ------- | ------- | ------- |
| 2900    | ↘2100   | ↗7500   | ↘5500   | ↗6983   | ↗10 194 | ↗11 429 |
| 1989    | 1992    | 1996    | 1998    | 2001    | 2002    | 2003    |
| ↗12 276 | ↘12 200 | ↘11 800 | ↘11 500 | ↘11 200 | ↗12 856 | ↗12 900 |
| 2005    | 2006    | 2007    | 2008    | 2009    | 2010    | 2011    |
| ↘12 700 | ↘12 600 | ↘12 500 | ↘12 449 | ↘12 360 | ↗14 951 | ↘14 926 |
| 2012    | 2013    | 2014    | 2015    | 2016    | 2017    | 2018    |
| ↘14 762 | ↘14 549 | ↘14 264 | ↘14 218 | ↗14 243 | ↘14 136 | ↘14 104 |
| 2019    | 2020    | 2021    |         |         |         |         |
| ↘13 913 | ↘13 763 | ↘12 652 |         |         |         |         |

На 1 января 2025 года по численности населения город находился на 849-м месте из 1124 городов Российской Федерации.

## Культура, наука, образование
- Лукояновский педагогический колледж им. А. М. Горького (ранее Лукояновское педагогическое училище).
- Лукояновский медицинский колледж (ранее Лукояновское медицинское училище).
- Краеведческий музей (в бывшем доме Блохиных, вторая половина XIX века, деревянный).
- Лукояновский Губернский колледж (ранее - сельскохозяйственный техникум).

## Средства массовой информации

### Газеты
- Лукояновская правда. Издаётся с 1919 года.

### Телевидение и радио
В городе осуществляют вещание 4 радиостанции и 8 телеканалов. Также ведётся вещание первого и второго мультиплексов цифрового телевидения России.
Радиостанции:
- 70,52 — Радио России / ГТРК Нижний Новгород (Молчит)
- 102,1 — Радио Эталон
- 102,5 — Мария FM
- 103,3 — Радио России / ГТРК Нижний Новгород
- 104,8 — (ПЛАН) Радио Родных Дорог
- 106,9 — Европа Плюс / (ПЛАН) Дорожное радио

Телевидение:
- 35 — ННТВ, 1 кВт;
- 50 — Первый мультиплекс цифрового телевидения России, 1 кВт;
- 59 — Второй мультиплекс цифрового телевидения России, 1 кВт;

## Архитектура, достопримечательности
- Роща Магницкого (заложена в 1953).
- Участки дубрав — остатки древних Муромских лесов, мордовские священные рощи «Лукаш», «Явлей», «Кшекуравай».
- Разинский камень, под которым, согласно легендам, зарыты клады Степана Разина.

## Города-побратимы
- Вилянский край, Латвия
- Глубокский район, Белоруссия

## Известные жители
- Иван Михайлович Голан — серболужицкий писатель и российский педагог.
- Радаев, Николай Николаевич — военачальник.
- Скрябина, Елена Александровна — мемуарист.
- Талиев, Валерий Иванович — эколог.
- Урванцев, Николай Николаевич — исследователь Арктики.

## Галерея
- Здесь начинался город
- Бывший трактир Агеева, в котором дважды останавливался Пушкин в 1830 году
- Покровская церковь в центре города
- Педагогический колледж им. М. Горького
- У здания городской администрации
- Памятник Ленину у городской начальной школы
- Новые коттеджи в Юго-Западном микрорайоне